# Let the Devil Wear Black
Pour plus de détails, voir Fiche technique et Distribution.
Let the Devil Wear Black est un film américain réalisé par Stacy Title et sorti en 1999. Il est inspiré de la pièce Hamlet de Shakespeare.

## Synopsis
L'action se déroule de nos jours à Los Angeles. Un jeune homme est torturé par la perte de son père, et suspecte sa mère et son oncle d'être impliqué à cette disparition,.

## Fiche technique
- Réalisation : Stacy Title
- Scénario : Stacy Title, Jonathan Penner d'après Hamlet de Shakespeare
- Photographie : Jim Whitaker
- Musique : Christophe Beck
- Photographie : James Whitaker
- Montage : Luis Colina
- Production : Matt Salinger
- Société de production : New Moon Productions
- Pays :  États-Unis
- Genre : Drame et thriller
- Durée : 89 minutes
- Date de sortie :
  - USA (Slamdance Film Festival) : janvier 1999
  - USA (Festival) : 28 avril 1999
  - France (Festival d'Avignon) : juin 2000

## Distribution
- Jonathan Penner : Jack Lyne
- Norman Reedus : Brautigan
- Jacqueline Bisset : Helen Lyne
- Mary-Louise Parker : Julia Hirsch
- Jamey Sheridan : Carl Lyne
- Chris Sarandon : Mr. Lyne
- Andrea Martin : April
- Philip Baker Hall : Sol Hirsch
- Joanna Gleason : Dr. Rona Harvey
- Jonathan Banks : Satch

## Distinctions
- 2000 : Prix SACD au Festival d'Avignon[3]